# Храм Покрова Пресвятой Богородицы (Черкизово)
Храм Покрова Пресвятой Богородицы — православный храм в посёлке Черкизово Пушкинского городского округа Московской области. Относится к Пушкинскому благочинию Сергиево-Посадской епархии Русской православной церкви.
Главный престол освящён в честь праздника Покрова Пресвятой Богородицы, приделы — во имя преподобного Сергия Радонежского и во имя святителя Николая. При церкви имеется кладбище.

## История
В советские годы храм не закрывался, хотя в 1930-е годы предпринимались попытки со стороны местного сельсовета переоборудовать храм в сельский клуб.

## Живопись
Эта церковь вдохновляла художников на создание картин. Покровский храм запечатлён художниками Ю. Врублевским, Виктором Чуловичем и многими другими. В 1911—1912 годах вышли несколько почтовых карточек с видами Черкизова и Покровского храма. Сейчас сюда на пленэр приезжают ученики детских художественных школ и студенты художественных училищ.

## Духовенство
- Настоятель — иерей Михаил
- Протоиерей Феодор
- Священник Василий
- Священник Николай

### Почившие священники
- Протоиерей Вячеслав
- Протоиерей Иосиф
- Протоиерей Петр
- Протоиерей Николай
- Протоиерей Иоанн
- Иерей Иаков